# Network address translation

Základní schéma NAT (překlad síťových adres). Ve vnitřní (privátní) síti se používají jiné IP adresy než pro přístup do Internetu (veřejná IP adresa může být v krajním případě i jenom jedna).

Network Address Translation (NAT, česky překlad síťových adres) je v počítačových sítích způsob úpravy síťového provozu procházejícího přes router přepisem zdrojové nebo cílové IP adresy, případně i hlaviček protokolů vyšší vrstvy (např. číslo portu u TCP, UDP, ICMP Query ID u ICMP atd.). NAT může být implementován softwarově na běžném počítači (např. v jádře Linuxu pomocí iptables/netfilter) nebo může být realizován přímo ve firmware či hardware routeru. NAT se většinou používá pro přístup více počítačů z lokální sítě do Internetu prostřednictvím jediné veřejné IP adresy (viz gateway). NAT však znemožňuje přímou komunikaci mezi klienty (end–to–end spojení) a může snížit rychlost přenosu.

## Druhy síťového překladu adres

### Source NAT
V IP datagramu se dle pravidla změní zdrojová IP, případně i zdrojový port u protokolů TCP/UDP. Výraz S-Nat je využíván některými firmami i k označení "secure NATu".

### Destination NAT
V IP datagramu se dle pravidla změní cílová IP/cílový port TCP/UDP. D-NAT se často používá v tzv. captive portálech veřejných Wi-Fi hotspotů, nebo při zveřejnění služby, umístěné v privátní síti, pro veřejně přístupnou IP adresu.

### Maškaráda (NAT 1:N)
Maškaráda (dynamický NAT) je zřejmě nejčastěji používanou variantou NATu. Dorazí-li na router z vnitřní sítě IP datagram, je mu změněna zdrojová IP a tcp/udp port, paket je následně odeslán dále dle směrovací tabulky. Změněný i původní port včetně původní IP je uchován v dynamické NAT tabulce. Příchozím paketům na vnějším rozhraní routeru je porovnáván cílový port oproti NAT tabulce, podle které je následně přepsána cílová adresa. Příkladem může být NAT v domácích routerech překládající adresy v rozsahu domácí privátní sítě na veřejnou adresu přidělenou poskytovatelem, nebo jiný privátní rozsah poskytovatele (v případě použití tzv. carrier-grade NATu).

### NAT 1:1
Adresy jsou překládány tak, že adresa, nebo dokonce jen služba v síti lokální má vyhrazenu adresu na vnějším rozhraní routeru. Tato konfigurace bývá řešením menších ISP pro poskytnutí veřejných IPv4 koncovým uživatelů za carrier-grade NATem.

### Carrier-grade NAT (CGN)
Carrier-grade NAT (CGN) je topologie sítě, kdy provoz mezi koncovým zařízením a Internetem není překládán jen mezi IP rozsahem LAN domácí/firemní sítě a sítí poskytovatele, ale dochází ještě k dalšímu překládání IP v rámci vnitřní sítě poskytovatele. IANA vyhrazuje pro takové sítě zvláštní rozsah 100.64.0.0/10. Taková konfigurace bývá označována jako NAT444.

## Implementace
Ve světě Windows je to například program WinRoute od Kerio Technologies Inc. Funkce je implementována i v samotných Windows (Windows 2000 a novějších).
Linuxová implementace je například u iptables.
Pro BSD je možné použít IP Filter a z něj pak ipnat.

## Specifika provozu na sítích se síťovým překladem

### Výhody
- umožňuje připojit více počítačů na jednu veřejnou IP adresu, čímž se obchází nedostatek IPv4 adres
- ztěžuje rozkrytí struktury sítě připojené za NATem, nicméně NAT sám o sobě nelze považovat za bezpečnostní opatření[11]

### Nevýhody
- zařízení za NATem nemají skutečné připojení k Internetu a není např. možné se snadno připojit k jinému zařízení za NATem
- nemožnost blokování (greylisting) IP, za kterou jsou kromě zlomyslného uživatele nebo napadeného zařízení rovněž legitimní uživatelé[12]
- NAT znemožňuje správnou funkcionalitu některých software[13]
- snižuje výdrž baterie u mobilních zařízení[14]

### Obcházení problémů s NAT
Pro obcházení problémů, které NAT způsobuje, jsou k dispozici různé techniky umožňující (přímou) komunikaci mezi zařízeními za NAT – viz NAT traversal nebo Hole punching. Protokol UPnP (anglicky Universal Plug and Play) umožňuje automatickou konfiguraci přesměrování portů na routeru, avšak vyžaduje vysokou úroveň důvěry mezi ovládající stanicí a routerem, což například v případě Carrier-grade NAT není možné.

## Bezpečnostní rizika NAT
Bezpečnostní díra DNS protokolu, kterou 8. července 2008 ohlásil Dan Kaminsky, byla nepřímo způsobena NAT mapováním portů. Aby se tomu zabránilo, tak je potřeba, aby se nepřekládala původní čísla UDP portů odchozích DNS požadavků ze serveru, který je za NATem. Doporučuje se, aby pomocné DNS servery využívaly náhodné porty. Když NAT způsobí, že porty nebudou náhodné, tak bude DNS server zranitelný.